# ホングウシダ
ホングウシダ Osmolindsaea odorata はホングウシダ科のシダ植物の1つ。単羽状の葉は乾燥させると香りがある。

## 特徴
小型の多年生草本。根茎は径1.5-2.5mmで短く横に這うのが普通だが、滑らかな岩の面に付着した場合などには細長く伸びる例もある。鱗片は赤褐色で長さ1-2mm、幅0.25mm。その先端側半分は細胞が1列で、基部で細胞は4列以下。葉柄は緑を帯びた藁色から濃紫褐色に色づき、基部では暗褐色。葉柄の長さは(3-)6-20cmで断面は円形に近い。葉身は単羽状に分かれ、その全形としては狭長楕円形から披針形になり、長さは7-30cm、幅は1.5-4.5cmになる。色は黄緑色、葉質はやや硬い革質。羽片の形は左右不対称ながらほぼ長楕円形で、前側は真っ直ぐかやや中央が膨らみ、後ろ側はやや中央がくぼむ。長さは8-21mm、幅は3-8mmで上部の羽片ほど小さくなっており、頂羽片ははっきり区別できない。羽片の葉脈は1-2回分岐して互いに融合しない。なお、羽片の形はクジャクシダにも似ている。
胞子嚢群は羽片の後ろ側の縁に沿って長く繋がっており、途中、葉の縁の切れ込みで区分される。1つの羽片にそのような胞子嚢群が2-6個あり、それぞれには葉脈先端が2-6本入る。包膜は幅が約0.5mmで、ほぼ葉の縁に突く。
葉を乾燥させると強い香りを発する。これは糖類と結合しているクメリンが分離することに依る。

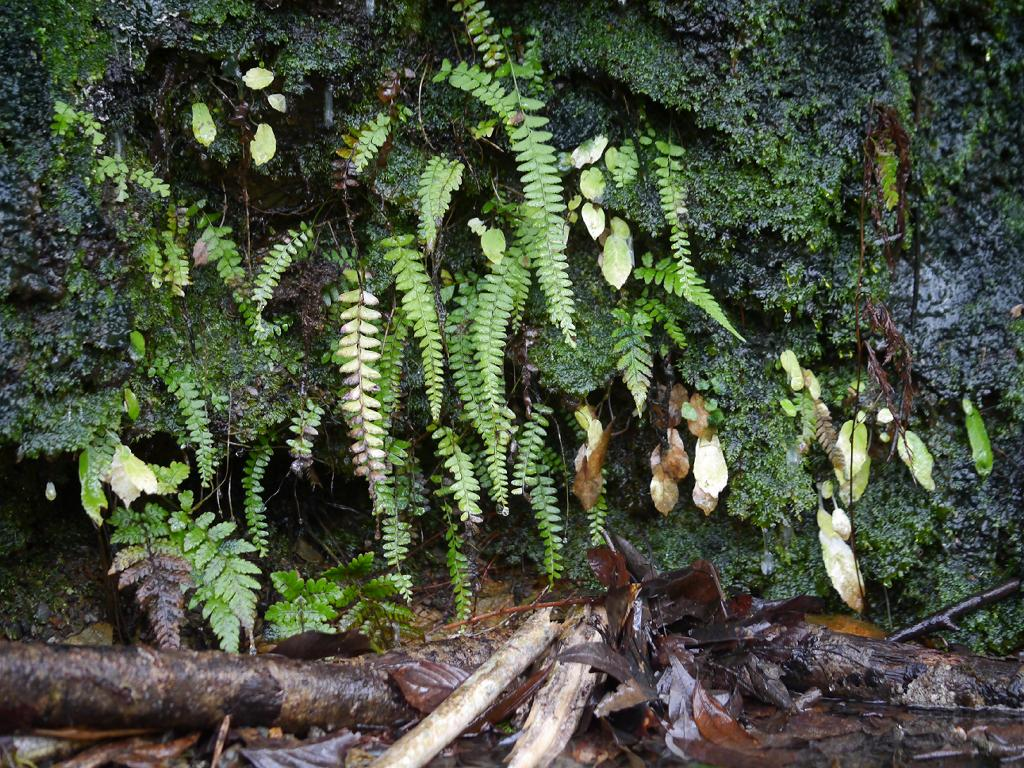
生育の様子
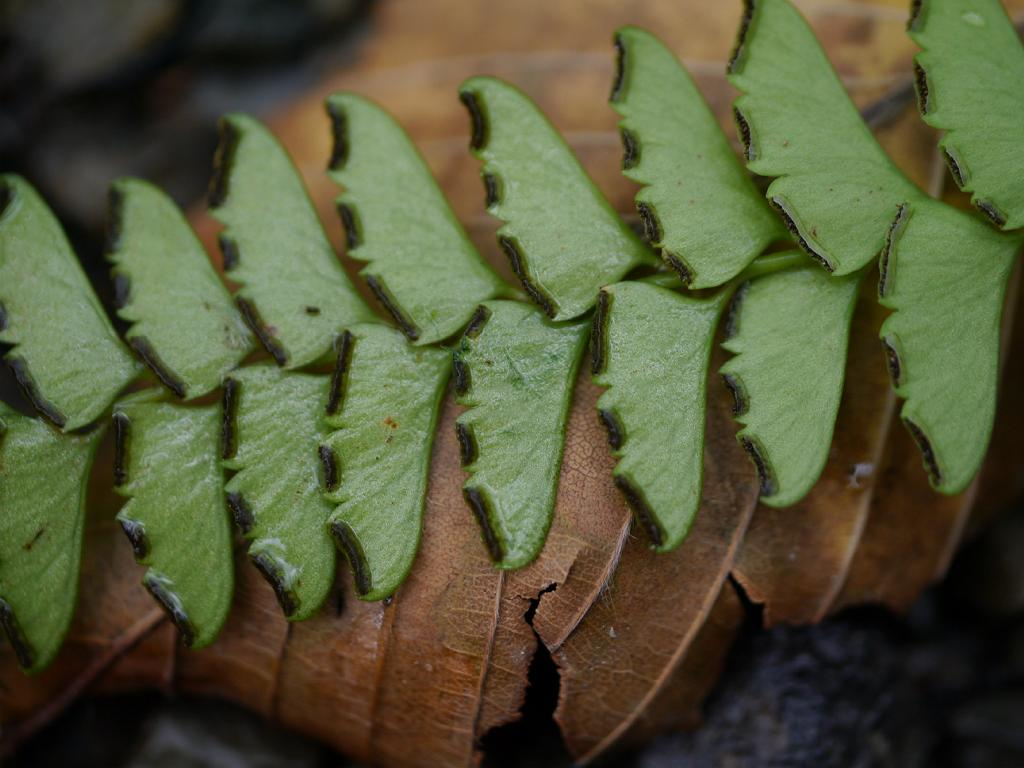
葉裏の胞子嚢群
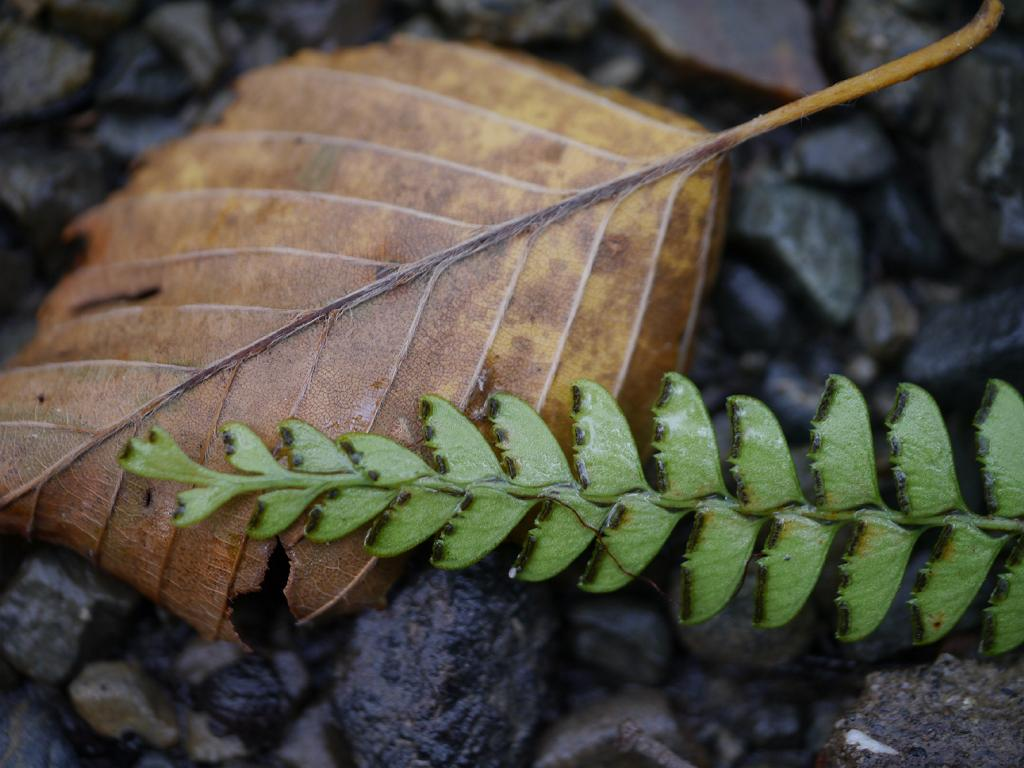
葉裏・先端付近

### 和名について
和名は本宮羊歯であり、本宮は和歌山県熊野ではなく、愛知県の本宮山のことで、本種の最初の発見地であると牧野(1961)は記しているが、林(1997)はこの名がいつからあったものか不明、としている。更に牧野はこの名が本来はカミガモシダ（Asplenium oligophlebium　チャセンシダ科）に与えられたものであったものが誤って本種に当てられたものとしている。カミガモシダの方は愛知県丹羽郡二宮の本宮山で採集されたことによってその名を得た。彼はそのためにホングウシダの名をカミガモシダに戻し、本種に対してはニセホングウシダの名を与えたと述べてある。ちなみに牧野は1940年の図鑑ではカミガモシダの項でホングウシダを正式の和名として記載しており、そこには『和名本宮羊齒ハ初メ尾張國丹波群二ノ宮ノ本宮山ニ採リシヨリ此ク名ク、是レ卽チほんぐうしだノ眞品ナリ』『今之レヲにせほんぐうしだト呼ベルハ其當ヲ得タル者ナリ』等と本種の和名をニセホングウシダとするべきとの主張を展開している。しかしこの和名が使われたことはほとんどなかったようだ。
実際にはその後に本種の方をホングウシダとすることが一般に広まったために後年の彼の図鑑では和名の欄では正式名をホングウシダとしつつ、別名として括弧付きでニセホングウシダの名を挙げている。よくよくややこしいことをするものである。岩槻編(1992)ではこのことに触れていつから本種がこの名で呼ばれるようになったかを『定かでない』としつつ、『今から和名を変更して混乱を招かないほうがよい』と書いてある。

## 分布と生育環境
日本では本州の紀伊半島南部、八丈島、九州の西部・南部などに知られるが、いずれもその範囲でも産地は限られる。国外では台湾、中国南部、ヒマラヤ地域から西はアフリカのローデシア、マダガスカル、東ではマレー半島やソロモン群島までの分布が知られる。
川沿いの山林中など、岩の上などに生える。

## 分類
本種は長らく Lindsaea 属（ホングウシダ属、ただし今後変更されるであろう）とされてきた。この属に日本では11種前後が認められてきら。しかしそのほとんどは本土以南の南西諸島などに見られる。分布域が比較的重なっているのはエダウチホングウシダ L. chieni であるが、この種は葉が二回羽状複葉になる。また本種が山地渓流沿いなどの限られた場所でのみ見られるのに対して、この種の方がより身近に見られる。
特にサイゴクホングウシダは本種の亜種 var. japonica としたこともあり、近縁であると考えられてきたが、今は独立種としている。本種が川床の岩の上などに生えた場合、成長の悪いものはごく小さな形となり、その場合にこの種に似た形になるが、区別点としては本種の胞子嚢群が1枚の羽片上でも幾つかに区切られるのに対して、この種ではほぼ全体が1つに繋がっていることが挙げられる。
しかしながらこの属は近年の分子系統による解析から見直しが行われ、本種も上記の学名に見るように別属とされることになった。それによると本科には従来は7属が含まれており、また Lindsaea 属は幾つかの節 Section に分けられてきたが、本種を含む Section Osmolindsaea はこの属の他の節より、むしろ別属とされてきた Nesolindsaea やゴザダケシダ属 Tapeinidium に近縁であるとの結果が示されている。そのためにこれを独立属とする扱いとなった。上記の通り、従来から近縁とされてきたサイゴクホングウシダもこの属に含まれる。また、本種には未記載の別種が含まれていることも示唆されている。

## 利用
時として山野草の1つとして栽培されるが、難しい。

## 保護の状況
環境省のレッドデータブックでは指定が無いが、分布域の各県で指定されているところが多い。